# Tumbarumba
Tumbarumba es una ciudad de Australia perteneciente al condado de Selwyn, en el estado de Nueva Gales del Sur. Según los datos del censo, en 2006 la localidad tenía una población de 1487 habitantes. El nombre Tumbarumba es de procedencia aborigen (wiradhuri) y significa «sonido hueco del terreno». Es además un término wiradhuri para «sonido» y «trueno».

## Clima
De acuerdo a los datos de la tabla que figura a continuación y a los criterios de la clasificación climática de Köppen modificada Tumbarumba tiene un clima fresco de tipo Cfb. Los inviernos, estación en la que se acumula el máximo de precipitación, son fríos, con heladas frecuentes. En arreglo a la clasificación del Bureau of Meteorology —la agencia de meteorología australiana— el clima de Tumbarumba se clasifica como «templado, sin estación seca y verano suave» (temperate with no dry season and mild summer).
| Parámetros climáticos promedio de Tumbarumba (1981-2010)                                                                                  | Parámetros climáticos promedio de Tumbarumba (1981-2010) | Parámetros climáticos promedio de Tumbarumba (1981-2010) | Parámetros climáticos promedio de Tumbarumba (1981-2010) | Parámetros climáticos promedio de Tumbarumba (1981-2010) | Parámetros climáticos promedio de Tumbarumba (1981-2010) | Parámetros climáticos promedio de Tumbarumba (1981-2010) | Parámetros climáticos promedio de Tumbarumba (1981-2010) | Parámetros climáticos promedio de Tumbarumba (1981-2010) | Parámetros climáticos promedio de Tumbarumba (1981-2010) | Parámetros climáticos promedio de Tumbarumba (1981-2010) | Parámetros climáticos promedio de Tumbarumba (1981-2010) | Parámetros climáticos promedio de Tumbarumba (1981-2010) | Parámetros climáticos promedio de Tumbarumba (1981-2010) |
| Mes | Ene.                                                     | Feb.                                                     | Mar.                                                     | Abr.                                                     | May.                                                     | Jun.                                                     | Jul.                                                     | Ago.                                                     | Sep.                                                     | Oct.                                                     | Nov.                                                     | Dic.                                                     | Anual                                                    |
| --- | -------------------------------------------------------- | -------------------------------------------------------- | -------------------------------------------------------- | -------------------------------------------------------- | -------------------------------------------------------- | -------------------------------------------------------- | -------------------------------------------------------- | -------------------------------------------------------- | -------------------------------------------------------- | -------------------------------------------------------- | -------------------------------------------------------- | -------------------------------------------------------- | -------------------------------------------------------- |
| Temp. máx. abs. (°C) | 39.8                                                     | 40.2                                                     | 35.6                                                     | 29.4                                                     | 23.8                                                     | 19.1                                                     | 17.5                                                     | 22.0                                                     | 26.1                                                     | 31.5                                                     | 36.6                                                     | 37.3                                                     | 40.2                                                     |
| Temp. máx. media (°C) | 28.8                                                     | 28.4                                                     | 25.1                                                     | 20.1                                                     | 15.5                                                     | 11.7                                                     | 10.6                                                     | 12.3                                                     | 15.4                                                     | 19.4                                                     | 22.8                                                     | 25.8                                                     | 19.7                                                     |
| Temp. media (°C) | 19.3                                                     | 17.6                                                     | 14.6                                                     | 11.7                                                     | 7.0                                                      | 3.8                                                      | 3.1                                                      | 5.4                                                      | 9.4                                                      | 13.2                                                     | 15.4                                                     | 17.9                                                     | 11.5                                                     |
| Temp. mín. media (°C) | 11.9                                                     | 12.0                                                     | 8.7                                                      | 5.1                                                      | 2.4                                                      | 0.3                                                      | -0.3                                                     | 0.8                                                      | 3.1                                                      | 5.1                                                      | 8.0                                                      | 9.9                                                      | 5.6                                                      |
| Temp. mín. abs. (°C) | 1.6                                                      | 2.2                                                      | 0.0                                                      | -3.6                                                     | -5.9                                                     | -10.4                                                    | -8.0                                                     | -8.1                                                     | -5.0                                                     | -5.5                                                     | -1.2                                                     | 0.1                                                      | -10.4                                                    |
| Precipitación total (mm) | 61.6                                                     | 49.8                                                     | 56.2                                                     | 60.7                                                     | 73.8                                                     | 95.9                                                     | 111.4                                                    | 118.3                                                    | 92.5                                                     | 85.0                                                     | 84.4                                                     | 77.5                                                     | 967.2                                                    |
| Días de precipitaciones (≥ 1 mm) | 5                                                        | 5                                                        | 5                                                        | 5                                                        | 7                                                        | 10                                                       | 11                                                       | 11                                                       | 10                                                       | 8                                                        | 8                                                        | 6                                                        | 91                                                       |
| Fuente: Australian Government Bureau of Meteorology *Las temperaturas medias corresponden a medidas de temperatura tomadas a las 9:00 AM. |                                                          |                                                          |                                                          |                                                          |                                                          |                                                          |                                                          |                                                          |                                                          |                                                          |                                                          |                                                          |                                                          |